# Korshunovskite
La korshunovskite è un minerale.